# كرة السلة في الألعاب الأولمبية الصيفية 2020 - تشكيلات منتخبات السيدات
تُظهر هذه المقالة تشكيلات اللاعبين لجميع المنتخبات المشاركة في مسابقة كرة السلة للسيدات في الألعاب الأولمبية الصيفية 2020 في طوكيو.

## المجموعة أ

### كندا
أُعلِن عن منتخب كرة السلة للسيدات في كندا المكون من 12 لاعبة في 30 يونيو 2021.

### كوريا الجنوبية
أُعلِن عن التشكيلة في 23 يونيو 2021.

### إسبانيا
أُعلِن عن تشكيلة مكونة من 14 لاعبة في 7 يوليو 2021. تم الكشف عن التشكيلة النهائية في 11 يوليو 2021.

## المجموعة ب

### فرنسا
أُعلِن عن تشكيلة مكونة من 15 لاعبة في 1 يوليو 2021. تم الكشف عن التشكيلة النهائية في 5 يوليو 2021.

### اليابان
أُعلِن عن التشكيلة في 1 يوليو 2021.

### نيجيريا
أُعلِن عن تشكيلة مكونة من 15 لاعبة في 6 يوليو 2021. تم إصدار التشكيلة النهائية في 19 يوليو 2021.

### الولايات المتحدة
أُعلِن عن التشكيلة في 21 يونيو 2021.

## المجموعة ج

### أستراليا
أُعلِن عن التشكيلة في 26 مايو 2021. انسحبت ليز كامباجي قبل البطولة في 16 يوليو 2021 واستُبدلت بـ Sara Blicavs.

### بلجيكا
أُعلِن عن التشكيلة في 4 يوليو 2021.

### الصين
أُعلِن عن التشكيلة في 3 يوليو 2021.

### بورتوريكو
أُعلِن عن التشكيلة في 8 يوليو 2021.

## وصلات خارجية
- الموقع الرسمي
 – تغطية الألعاب الأولمبية طوكيو 2020